# Arnold Wesker
 Denne artikel omhandler forfatteren Arnold Wesker. Opslagsordet har også en anden betydning, se Bugtaleren (Batman).
Arnold Wesker (født 24. maj 1932 i London, død 12. april 2016 i Brighton) var en britisk dramatiker.

## Levnedsløb
Wesker blev født i London af jødiske indvandrere fra Østeuropa. Han arbejdede som daglejer og var blandt andet i længere tid køkkenhjælp og konditorlærling på flere restauranter. Han brugte sin erfaring herfra til at skrive skuespillet The Kitchen i 1956. I 1958 opførtes hans skuespil Chicken Soup with Barley, der var første del af hans hovedværk om to socialistiske arbejderklassefamilier. Senere fulgte Roots (opført 1959) og I'm Talking About Jerusalem (opført i 1960). Weskers største succes var Chips with Everything (opført i 1962), der var en politisk satire i Royal Air Force-omgivelser.
Wesker har også skrevet stykkerne The Friends, The Wedding Feast (1973), The Merchant, Love Letters on Blue Paper (1978) og Wild Spring (1992). Han har desuden skrevet noveller, essays, radio- og tv-stykker, en børnefilm og romanen Honey i 2005. Hans selvbiografi As Much as I Dare blev udgivet i 1994.
I 2006 blev Wesker udnævnt til ridder.